# Максимов, Александр Николаевич
Алекса́ндр Никола́евич Макси́мов (1872—1941) — российский и советский этнолог и этнограф конца XIX и начала XX века, один из крупнейших теоретиков в области истории первобытного общества, профессор МГУ. Основные труды по вопросам истории семьи, рода, хозяйства. Максимов отрицательно относился к широким обобщениям в этнографических вопросах и не принимал эволюционистских теорий родового строя, группового брака и гомосексуализма, считая это генетическим отклонением строения мозга.

## Биография
Родился в Орле в семье священника. После окончания Орловской гимназии поступил в Московский университет. Курс не закончил, так как за принадлежность к нелегальной революционной партии был арестован и сослан на 3 года в Архангельскую губернию. В ссылке заинтересовался этнографией.
С 1898 года регулярно публиковался в «Этнографическом обозрении». В 1899 году вступил в Общество любителей естествознания, антропологии и этнографии; с 1911 года — товарищ председателя этнографического отдела, с 1924 года — председатель отдела. Кроме того, публиковал статьи по этнографии и этнологии в Энциклопедическом словаре «Гранат».
После революции 1905 года принимал активное участие в политической жизни Российской империи. Наряду с Н. Ф. Анненским и П. Н. Милюковым являлся лидером либерального движения земцев-конституционалистов. В 1906 году по поручению ЦК партии конституционных демократов разработал совместно с Ф. Ф. Кокошкиным и С. А. Муромцевым проект избирательного закона. Входил в редколлегию газеты «Речь» — печатного органа партии конституционных демократов.
После революции жил в Москве.
- 1918—1922 — Профессор Переднеазиатского института (позднее Института Востоковедения)
- 1919—1930 — Профессор Московского государственного университета по кафедре этнографии. Уволен из университета в 1930 году по политическим мотивам. После увольнения продолжил научную и литературную деятельность.

С 1919 года и до последних лет жизни работал в библиографическом отделе Румянцевского музея (позднее Библиотека им. В. И. Ленина).
Урна с прахом захоронена в колумбарии Донского кладбища.

## Научная деятельность
А. Н. Максимов предпочитал исследовать широкие теоретических проблемы, не ограничиваясь каким либо одним народом или группой народов. А. Н. Максимов — крупный эрудит и создатель концепции народов — «собирателей урожая». Ряд крупных работ посвятил сложному дискуссионному комплексу проблем семейно-брачных и родовых отношений в первобытном обществе, включая работы:
- «Что сделано по истории семьи» (1901)
- «Из истории семьи у русских инородцев» (1902)
- «Ограничение отношений между одним из супругов и родственниками другого» (1908)
- «Групповой брак» (1908)
- «Системы родства австралийцев» (1912)
- «Теория родового быта» (1913)
- «Материнское право в Австралии» (1930)

Также занимался изучением вопросов истории хозяйства, пришёл к ряду принципиально новых выводов, дающих объяснение многим явлениям, связанным с возникновением скотоводства и земледелия. Основные работы:
- «Скотоводство малокультурных народов» (1927)
- «Происхождение оленеводства» (1928)
- «Накануне земледелия» (1929).

Неоконченным осталось большое исследование А. Н. Максимова по скотоводству у разных народов.
Кроме того, написал несколько работ по проблемам первобытных верований, в том числе:
- «К вопросу об опахивании» (1910)
- «К вопросу о тотемизме у народов Сибири» (1928).

А. Н. Максимов — признанный классик русской антропологии, чьи работы неоднократно переиздавались:
«Избранные труды» Восточная литература (1997) и (2001)